# ノヤ県
ノヤ県（フランス語: Departement de la Noya）は、ガボンエスチュエール州の県のひとつ。県都はココビーチ。面積は約4千km2、人口4,225人（2013年国勢調査）。1975年12月18日、行政改革によって設置された。

## 下位区画
2つのカントン（郡）と1つのコミューン（基礎自治体）から成る。
| 名称                 | 現地語名            | 人口 （2013年） |
| -------------------- | ------------------- | --------------- |
| ムニ＝ノヤ郡         | Canton Muni-Noya    | 83              |
| オセアン＝モンダー郡 | Canton Océan-Mondah | 1,551           |
| ココビーチ           | Commune Cocobeach   | 2,591           |